# Asplenium myriophyllum
Asplenium myriophyllum är en svartbräkenväxtart som först beskrevs av Olof Peter Swartz, och fick sitt nu gällande namn av Karel Presl. Asplenium myriophyllum ingår i släktet Asplenium och familjen Aspleniaceae. Utöver nominatformen finns också underarten A. m. brevisorum.

## Bildgalleri

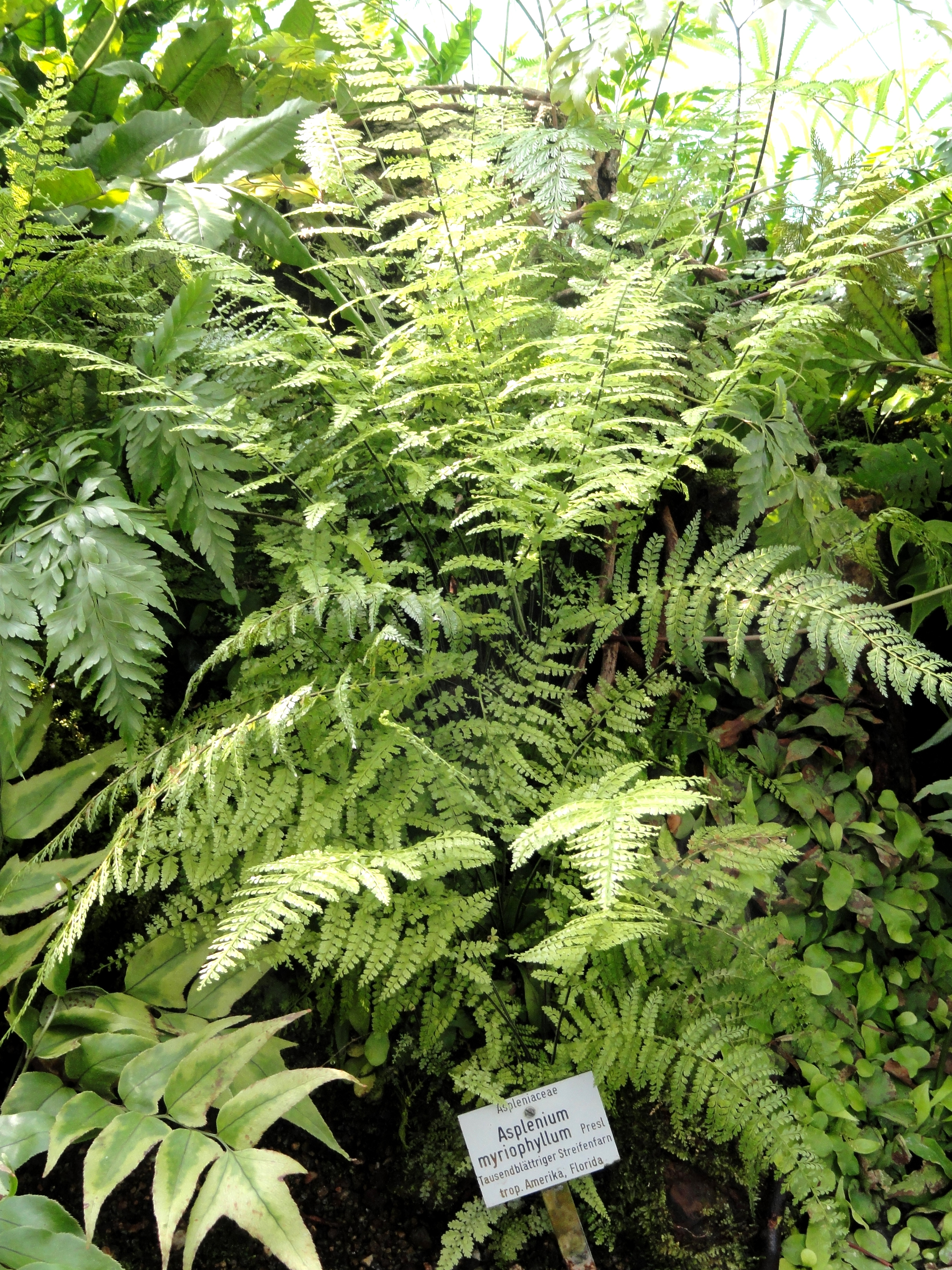